# Grecanico dorato
Il Grecanico dorato, o più semplicemente Grecanico, è un vitigno autoctono della Sicilia a bacca bianca, utilizzato per produrre vini DOC come il Contea di Sclafani, il Contessa Entellina, il Delia Nivolelli, il Menfi, il Santa Margherita di Belice.
È coltivato nella Provincia di Trapani.